# Målvakt (brottslighet)
En målvakt är någon som kan ta på sig ett civilrättsligt ansvar genom att skrivas som verkställande direktör, styrelsemedlem eller liknande i ett företag med oärligt uppsåt. Det kan exempelvis vara ett företag som någon eller flera parter planerar att tömma på tillgångar, för att sedan försätta i konkurs med stora skulder. Målvakten kan också vara en person som tar på sig ansvaret för brott eller förseelse som någon annan har begått. Det kan till exempel vara någon som upplåter ett bankkonto som används för bedrägerier, såsom bluffakturor.
Målvakten kan vara till exempel en minderårig som inte kan straffas för brott i samma utsträckning som den myndiga personen som begått brottet, en hemlös med skulder som inte har mycket att förlora på att dömas till skadestånd och fängelsestraff, eller en person som bor utomlands. Målvakten är oftast en person som har litet eller inget att ytterligare förlora på att drabbas av personlig konkurs eller andra liknande ekonomiska motgångar. En del målvakter vet inte om att de är det. De kan till exempel skrivas som styrelseledamot via förfalskad namnteckning. Ett sådant brottsoffer måste hävda sin oskuld på rätt sätt, annars antas de vara skyldiga.
Att utse någon till målvakt i ett aktiebolag är straffbart enligt svensk lag, se 30 kap. 1 § aktiebolagslagen (2005:551).

## Bilmålvakt
En bilmålvakt kan vara ägare till fordon som brukas av andra personer eller företag, och där målvakten då underlåter att betala lagstadgad trafikförsäkring, parkeringsböter, skatt på trafikförsäkringspremie, med mera. Det kan vara svårt för Kronofogden att utmäta och sälja de fordon som har ett värde eftersom det kan vara svårt att lokalisera fordonen. År 2017 rapporterade Transportstyrelsen att bilmålvakter hade skulder på 1,9 miljarder kronor i obetalda skatter, böter och avgifter, och att 151 personer var registrerade som ägare av fler än 100 fordon (oräknat bilhandlare)
Det rapporterades år 2014 att 10 personer ägde 10% av bilarna i Malmö vilket ledde till att stadens gatukontor årligen förlorade 25 miljoner i parkeringsböter. En del registrerar sina barn som bilägare, men barn har dock ansvar för skulder när de blivit vuxna, och åtskilliga börjar sitt vuxna liv med stora skulder, till exempel för olyckor och böter. Detta är bedrägeri eller trolöshet mot huvudman gentemot sitt eget barn, men om en skuld är fastställd så är den, oberoende av om den skuldsatte är bedrägerioffer. Det är viktigt för bedrägerioffer, även barn, att bestrida på ett juridiskt riktigt sätt. Det går att lägga in en spärr, så registrering av ägarskap via undertecknat brev inte tillåts.
Lagförslag lades under 2014 för att förenkla beslagtagandet och förverkandet av bilmålvaktsfordon eftersom skulden nu följer fordonet och inte ägaren.. Den förändrade lagen visade sig ineffektiv eftersom Kronofogdemyndigheten inte har resurser att ge sig ut att spana efter bilar och parkeringsvakterna inte har tid att sitta en halvtimme i Transportstyrelsens telefonkö. Målvakten med flest bilar 2015 fanns i Göteborg och hade 2906 bilar registrerade på sig med skulder på 24 miljoner kronor, målvakten med största skulden fanns i Malmö med ett skuldbelopp på 55 miljoner kronor. En bilmålvakt i Göteborg avled 2016 men hade i början av 2018 fortfarande 2 800 registrerade på sig, och vid samma tidpunkt hade en person i Malmö flest bilar, 3 085 stycken.
År 2018 fanns det 700 samordningsnummer som vart och ett hade tio eller fler fordon registrerade. enligt underrättelsechefen på polisens Nationella operativa avdelning.

### Samordningsnummer
År 2019 uppgav polisen samordningsnummer utnyttjades av bilmålvakter och att det i registren fanns över 700 samordningsnummer med tio eller fler fordon registrerade.
Samordningsnummer utdelas till individer som inte är folkbokförda i Sverige så att myndigheter kan identifiera dem.